# Twin Brooks
Twin Brooks é uma cidade  localizada no estado norte-americano de Dacota do Sul, no Condado de Grant.

## Demografia
Segundo o censo norte-americano de 2000, a sua população era de 55 habitantes.
Em 2006, foi estimada uma população de 50, um decréscimo de 5 (-9.1%).

## Geografia
De acordo com o United States Census Bureau tem uma área de
1,0 km², dos quais 1,0 km² cobertos por terra e 0,0 km² cobertos por água. Twin Brooks localiza-se a aproximadamente 383 m acima do nível do mar.

## Localidades na vizinhança
O diagrama seguinte representa as localidades num raio de 16 km ao redor de Twin Brooks.